# 醴陵农民银行
醴陵农民银行后称复兴银行、复兴实业银行，是中国湖南省从1935年到1951年开设的私立商业银行。

## 历史
1935年，湖南省政府主席何键、第二十八军军长刘建绪等主政湖南省的醴陵籍军官创办了醴陵农民银行。国民党醴陵县党部与各团体倡议以亩捐附征款3.265万银圆为公股，另募私股，共集资本12.5万元，组建了醴陵农民银行，总行设醴陵，在长沙设办事处。经省政府批准，发行银元辅币券，面额有壹角、贰角、伍角3种，在醴陵总行及长沙办事处兑现。辅币券印制160万元，没有依法提存发行准备金，即在国民革命军第四路军发放军饷时搭发，该军所到之处强行使用，商民不敢拒收，以致在短期内就发行50余万元。
1937年迁址长沙后改名为复兴银行。醴陵改设办事处。并先后在邵阳、洪江、茶陵等地及省外贵阳、香港设有办事处。抗日战争爆发后，国民政府加强金融管制，令该行停止发行货币，限期收回已发辅币券并予以销毁。至1939年(民国二十八年)4月底，未收回的辅币券尚有25.8342万元。后经财政部一再追问，该行始在报上登载限期收兑公告，到年终兑换期截止时尚有18万余元未收回，成为倒币。
1940年元月在零陵，因醴陵县公股退出，私股股东以私股本息及红利另组复兴实业银行。1940年3月，盛丰钱庄被复兴实业银行收购，成为湖南复兴实业银行洪江分行。2008年5月对洪江古商城复兴银行保护修缮时，发现了一座清代钱庄的地下金库，金库深约２米，面积为５平方米，里面还散落着一些清代金属钱币。
1940年6月总行迁至衡阳。股金中95%为醴陵现役、退役军官所有。
1943年10月1日在贵阳设立分行，行址在正新街。1949年10月停业。
1945年日本投降后，总行由衡阳迁到长沙朝阳巷。
1948年9月更名为复兴商业银行。
复兴银行香港分行的前身仅是一个办事处，没有港英政府的银行营业执照，直到1946年才领到正式的营业执照。